# Hymn of the Seventh Galaxy
Hymn of the Seventh Galaxy es el tercer álbum de estudio de la banda estadounidense de jazz fusion Return to Forever. Fue publicado en octubre de 1973 a través de Polydor Records.

## Recepción de la crítica
Un escritor no especificado de la revista Record World escribió:  “El segundo álbum de Corea para Polydor resulta ser un viaje explosivo hacia la música contemporánea. Lo más destacado es la canción que da nombre al álbum, «Captain Señor Mouse» y «Space Circus, Part II», que suena como un sencillo. Corea, que solía ser un pianista introspectivo, realmente se abre al respecto”. Un escritor no especificado de la revista Billboard describió Hymn of the Seventh Galaxy como un álbum de “sonidos de teclados eléctricos de forma libre pero melódicos del nuevo cuarteto de Corea. Suave en extremo”. Un escritor no especificado de la revista Cash Box declaró: “Sin duda, uno de los grupos musicales más innovadores que existen, Return To Forever definitivamente ha estado a la altura de su grandilocuente facturación anticipada con su último LP Polydor, que presenta una variedad de texturas y sonidos que son alternativamente misteriosos y atómicos a la vez. La canción que da nombre al álbum es una pieza bien trabajada que abarca una composición capaz y una improvisación atrevida, esta última exhibida brillantemente en «Space Circus» (ambas partes) y «After the Cosmic Rain»”.

### Revisiones retrospectivas
En su reseña en retrospectiva para AllMusic, Daniel Gioffre declaró: “Por muy buenas que sean las actuaciones de la banda, es la calidad de las composiciones lo que marca a Hymn of the Seventh Galaxy como un disco indispensable de fusión de los años 1970. «Captain Señor Mouse», una de las mejores composiciones de fusión de Corea, recibe aquí un tratamiento excelente. Del mismo modo, «Space Circus» de dos partes es una mezcla fantástica de elementos inquietantes y de ritmo, con algunos solos simplemente increíbles en la mezcla. Con Hymn of the Seventh Galaxy, Corea continúa su racha de álbumes de fusión simplemente atemporales. Lo mejor de los álbumes eléctricos de RtF”. En su reseña de junio de 1974 para la revista Creem, Robert Christgau describió el álbum como “jazz-rock futurista al estilo Mahavishn que es lo suficientemente poderoso como para hacerte creer temporalmente en la eficacia de la energía espiritual. Sin embargo, sin algunos riffs con calidad de McLaughlin, cualquier música destinada a llenar un paisaje estelar pronto se ve plagada de espacios abiertos”.

## Lista de canciones
Todas las canciones escritas y compuestas por Chick Corea. 
| Lado uno |                                          |          |  |
| N.º      | Título                                   | Duración |  |
| 1.       | «Hymn of the Seventh Galaxy»             | 3:25     |  |
| 2.       | «After the Cosmic Rain» (Stanley Clarke) | 8:33     |  |
| 3.       | «Captain Señor Mouse»                    | 8:56     |  |

| Lado dos |                                      |                |  |
| N.º      | Título                               | Duración       |  |
| 1.       | «Theme to the Mothership»            | 8:22           |  |
| 2.       | «Space Circus...» «Part I» «Part II» | 5:36 1:28 4:08 |  |
| 3.       | «The Game Maker»                     | 6:49           |  |

## Créditos y personal
Créditos adaptados desde las notas de álbum de Hymn of the Seventh Galaxy.
Return to Forever
- Chick Corea – piano eléctrico y acústico, órgano, clavecín, gongs
- Stanley Clarke – bajo eléctrico, fuzz bass, bell tree
- Bill Connors – guitarra eléctrica y acústica
- Lenny White – batería, percusión, conga, bongó

Personal técnico
- Chick Corea – productor
- Shelly Yakus – ingeniero de audio
- Ed Sprigg – ingeniero asistente
- John Iovine – ingeniero asistente
- Tom Rabstenek – masterización

Diseño
- Neville Potter – diseño de portada
- Don Brautigan – ilustración
- Davis Fried Krieger, Inc. – dirección artística

## Posicionamiento

### Gráfica semanal
| Gráfica (1973–74)                           | Pico de posición |
| ------------------------------------------- | ---------------- |
| Estados Unidos (Billboard Top LPs & Tape)   | 124              |
| Estados Unidos (Billboard Jazz LPs)         | 7                |
| Estados Unidos (Cash Box Top 100 Albums)    | 103              |
| Estados Unidos (Record World Album Chart)   | 104              |
| Estados Unidos (Record World Jazz LP Chart) | 3                |

### Gráfica de fin de año
| Gráfica (1974)                      | Pico de posición |
| ----------------------------------- | ---------------- |
| Estados Unidos (Billboard Jazz LPs) | 21               |